# Affaire Béatrice Matis
Pour les articles homonymes, voir Matis.
L’affaire Béatrice Matis est une affaire criminelle dans laquelle Monique Lejeune, 54 ans, mariée à Claude Lejeune, est retrouvée le matin du 8 février 2003, morte dans l'allée de sa maison, à Coulogne, dans le Pas-de-Calais. L'accusation s'est tournée vers Béatrice Matis, calaisienne née le 24 décembre 1945 et donc âgée de 58 ans au moment des faits, ancienne compagne de Claude Lejeune.
Le procès de première instance, suivi d'un appel du parquet, a donné lieu au premier jugement d'assises motivé en France, motivation justifiée par l'affaire Taxquet contre Belgique du 13 janvier 2009.

## Faits

### Chronologie des faits
Le 8 février 2003, le corps de Monique Lejeune est retrouvé par une voisine dans l'allée de sa maison, ses quatre chiens restés à l'intérieur de la maison ayant aboyé toute la nuit. Elle « a été sauvagement tuée de 58 coups de couteau, dont une dizaine qualifiée de mortels (les autres étant des plaies de défense) ». Le fils aîné de Monique Lejeune, Jean-Luc, semble être le dernier à avoir vu sa mère vivante. Il est passé le soir du drame, le 7 février 2003, se faire couper les cheveux, boire un verre.

### Procédure et enquête
Début mars, des analyses révèlent que de l'ADN d'une femme a été retrouvé sous les ongles de Monique Lejeune. Les policiers font donc des prélèvements génétiques sur les proches de la victime, dont Béatrice Matis. Cette dernière demande aux enquêteurs à être réentendue car elle a précédemment menti, affirmant qu'elle n'avait pas vu la victime les jours précédant son meurtre. Elle déclare alors : « Je pense que Monique a mon ADN sous ses ongles car j'étais présente, le 7 février au soir. Elle a trébuché et s'est rattrapée à moi en me griffant. Je voulais organiser, avec elle, une fête pour réconcilier nos enfants ». Béatrice Matis est placée en garde à vue puis mise en détention provisoire (elle y restera durant 28 mois).
Le 29 mars 2003, la police aurait recueilli les aveux de Béatrice Matis sur le chemin de la prison, dans des « conditions juridiquement scandaleuses et moralement discutables » selon Éric Dupond-Moretti, avocat de la défense, qui ajoute : « l'élite de la police lilloise a effectué un travail de gougnafiers ».

## Procès

### Premier procès de première instance
Il s'ouvre le lundi 5 octobre 2009 devant les assises du Pas-de-Calais, à Saint-Omer. Dès le 7 octobre, la cour ordonne un complément d'information afin de retrouver le pantalon du fils aîné de Monique Lejeune (vêtement sans aucune trace de sang relevée dessus mais selon Dupond-Moretti, un lavage aurait pu les faire disparaître si elles avaient été présentes), réaliser des recherches ADN sur certains scellés et d'explorer la piste, grâce aux photos réalisées en 2003, d'un éventuel déplacement du corps le soir du drame. La cour renvoie donc l'affaire.

### Deuxième procès de première instance
Il se tient à Saint-Omer du 18 au 24 novembre 2010.

#### Les parties
Les parties civiles
Jean-Luc, Pascal et Franck Flament qui ont déclaré comment ils se sont fait leur conviction sur la culpabilité de l'accusée :
«... Parce que ça fait sept ans qu'on nous le dit (...) quand le nom de Béatrice Matis est apparu dans le dossier, on s'est dit que oui, pourquoi pas. Oui elle aurait été capable de faire ça... Durant ces sept années, hormis dans les premiers jours de l'enquête où notre frère Jean-Luc a été placé en garde à vue, il n'y avait qu'un nom. Celui de Béatrice Matis. Il y avait de l'ADN. Alors, comme il a été dit à l'audience, on a suivi les professionnels. Les enquêteurs, les juges, le Parquet... Et on y a cru (...) L'avocat général (...) a dit que ça méritait entre 12 et 15 ans de prison. Alors pour nous, elle est coupable. (...) Pour nous, l'avocat de Béatrice Matis n'a fait que mentir puisque l'avocat général dit qu'elle est coupable.»
L'accusation
Guillaume Dupont, avocat général
Les avocats
- Éric Dupond-Moretti : avocat de Béatrice Matis
- Fabienne Roy-Nansion : partie civile qui n'a aucune certitude sur la culpabilité de Béatrice Matis : « Cette affaire, ce n'est pas Les Experts : Miami mais Les Pieds Nickelés à Coulogne. »[4]
- Caroline Matrat-Maenhout : partie civile

#### La première décision motivée d'une cour d'assises en France
Cette affaire constitue un précédent en France. En effet, le code de procédure pénale, article 353, dispose que les juges et jurés en cour d'assises ne fondent leur décision que sur leur intime conviction. Or, dans cette affaire, les juges ont répondu à 16 questions rédigées en concertation avec les parties civiles, le parquet et la défense.

« La CEDH avait condamné la Belgique – qui comme la France ne motive pas ses verdicts –, jugeant que leur énoncé ne suffisait pas à comprendre les motifs de la condamnation. Le 16 novembre dernier, le président de la cour d'assises, qui siège à Saint-Omer, avait donc décidé d'appliquer cette jurisprudence. »

Béatrice Matis, qui nie sa culpabilité, est acquittée mais l'avocat général fait appel.

### Procès en appel
Le procès en appel se tient du 23 au 27 janvier 2012 devant les assises du Nord, à Douai. Béatrice Matis, toujours défendue par Éric Dupond-Moretti, est reconnue coupable du meurtre de Monique Lejeune et condamnée à 15 ans de prison.

## Documentaires télévisés
- « Monique Lejeune, petit meurtre en famille » dans Tout l'accuse le 2 juin 2017.
- « Affaires de femmes » le 16 mars 2014 dans Faites entrer l'accusé présenté par Frédérique Lantieri sur France 2.
- « La vengeance d’une femme » (deuxième reportage) le 26 octobre 2013 dans Chroniques criminelles sur NT1.
- « Rivalité mortelle » (deuxième reportage) dans « ... au bord de la Manche » le 16 février 2015 dans Crimes sur NRJ 12.
- « Affaire Monique Lejeune : un trop lourd secret de famille » le 10 juin 2015 dans Enquêtes criminelles: le magazine des faits divers sur W9.
- « L'Affaire Béatrice Matis » le 21 novembre 2011 dans Coupable, Non Coupable sur M6.
- « L’affaire Monique Lejeune : un trop lourd secret de famille », dans « Passions Criminelles » sur Téva (octobre 2017).

## Émission radiophonique
- « L'affaire Béatrice Matis » le 7 août 2017 dans Hondelatte raconte de Christophe Hondelatte sur Europe 1.